# Stevensia samanensis
Stevensia samanensis är en måreväxtart som beskrevs av Ignatz Urban. Stevensia samanensis ingår i släktet Stevensia och familjen måreväxter. Inga underarter finns listade i Catalogue of Life.